# Триэтиларсенит
Триэтиларсенит — химическое соединение,
сложный эфир этилового спирта и мышьяковистой кислоты с формулой (C2H5O)3As,
жидкость.

## Физические свойства
Триэтиларсенит образует жидкость.